# Окумура Тосінобу
Окумура Тосінобу (*奥村 利信, бл. 1709 — після 1751) — японський художник жанру укійо-е періоду Едо.

## Життя і творчість
Походив з родини митців. За однією з версій, народився близько 1709 року. Протягом 1723—1728 років був учнем художника Окумура Масанобу, який, можливо, був старшим братом або батьком Тосінобу (за однією з версій — названим батьком). Творчість починається з 1716 року, тривала до 1751 року. Подальша доля Окумара Тосінобу невідома.
Створював гравюри у стилях бені-е («червоні картинки») і урусі-е («лакові картини»). При створенні останніх використовував туш, в яку підсипав спеціальний клей на тваринній основі, і виділив з її допомогою окремі деталі чорними глянцевими лініями. Щоб створити ще більш ошатний образ, художник застосував латунний порошок, блиск якого нагадує золото. Також він працював у жанрі якуся-е (портрети акторів), переважно зображував акторів театру кабукі.
Багато його творів зображують людей, що продають речі. Полюбляв зображувати романтичні сцени. Відомими роботами є «Торговець віялами», «Дайкоку і Сокі грають в шахи», «Актор Савамура Содзюро», «Куртизанка, що милується тінню ліхтаря», «Жінка, що вживає саке».